# Chips espías
Chips espías es un término usado para describir la tecnología RFID de identificación por radiofrecuencia. El término fue acuñado por Katrine Albretch y Liz McIntyre de la Asociación de Consumidores Contra la Enumeración y la Invasión de la Privacidad, CASPIAN por sus siglas en inglés.
Katrine Albretch y Liz McIntyre escribieron un libro traducido al español con el título Chips Espías: Cómo las grandes corporaciones y el gobierno planean monitorear cada uno de sus pasos con RFID. En este libro se describe RFID como una tecnología que usa diminutos chips computarizados, más pequeños que una grano de arena para rastrear objetos a larga distancia. Estos diminutos dispositivos han sido bautizados como chips espías debido a sus aplicaciones para espionaje. 
El libro describe el mundo de RFID como lo planean grandes corporaciones internacionales como Wal-Mart, Procter & Gamble y agencias gubernamentales como el Servicio Postal de los Estados Unidos.
Los oponentes de RFID llaman la atención sobre los chips para implantar en humanos llamados Verichip y creados por Applied Digital Solutions, Inc. y su plan para usarlo en transacciones bancarias para implementar un sistema monetario sin efectivo.